# Храм Благовещения Пресвятой Богородицы (Минеральные Воды)
Храм Благове́щения Пресвятой Богородицы (Благовещенский храм) — церковь Минераловодского церковного округа Пятигорской и Черкесской епархии Русской православной церкви, расположенная в городе Минеральные Воды Ставропольского края.
Престольные дни: 7 апреля и 25 января.

## Историческая справка
Храм построен в сквере около музыкального колледжа им. В. И. Сафонова на том самом месте, где прежде находился храм в честь Покрова Божией Матери — первый в городе Минеральные Воды. Храм был сооружен «в воспоминание чудесного спасения Государя Императора Александра III и Его Августейшей Семьи 17 октября 1888 года» (тогда близ Харькова произошла железнодорожная авария с участием царского поезда).
Средства на строительство жертвовали, в основном, служащие Владикавказской железной дороги.
В феврале 1900 года храм был торжественно освящен епископом Владикавказским и Моздокским Владимиром (Синьковским). В тот же день Архипастырь направил Императору Николаю II телеграмму, на которую государь ответил словами искренней благодарности. Новый храм стал тогда одним из самых больших и красивых на Кавказских Минеральных Водах, а его приход отличался активной приходской жизнью и многочисленностью.
Уничтожен в 1936 году.
Закладка нового храма состоялась 2 февраля 2010 года.
7 апреля 2012 года епископом Пятигорским и Черкесским Феофилактом (Курьяновым) совершено освящение новосооруженного храма в честь Благовещения Пресвятой Богородицы и Приснодевы Марии с приделом святой мученицы Татианы.

## Внешнее и внутреннее убранство
Всего храм, выстроенный из двухцветного кирпича, венчают 7 куполов. Высота храма 32 метра. Двухъярусная восьмигранная колокольня увенчана шатром с золоченым куполом. Храм и весь церковный комплекс построен в русском архитектурном стиле по проекту Михаила Юрьевича Лесового.
Роспись внутри храма выполнена только на своде центрального купола (в каноническом стиле), где представлен Господь Вседержитель.
Иконостас храма деревянный, покрытый двухцветной краской. Иконы в иконостасе писаны красками на золотом фоне художниками из города Ставрополя.

## Настоятели
- ноябрь 2011-март 2012 — протоиерей Вячеслав Коваленко
- март 2012-июнь 2017 — протоиерей Дмитрий Бабенко
- с июня 2017 — иерей Михаил Поддубный
- с 5 декабря 2024 — иерей Борис Валерьевич Чеканов[1]

## Деятельность
При храме действует воскресная школа для детей 3-х возрастных групп (младшая, средняя, старшая), по субботам воскресная школа для взрослых. По пятницам проводится катехизация и богословские собеседования. Каждый вторник в нижнем храме святой мученицы Татианы проходит учебная литургия для студентов отделения «Основы регентского мастерства» Ставропольского краевого музыкального колледжа имени В. И. Сафонова.